# Helgi Schmid

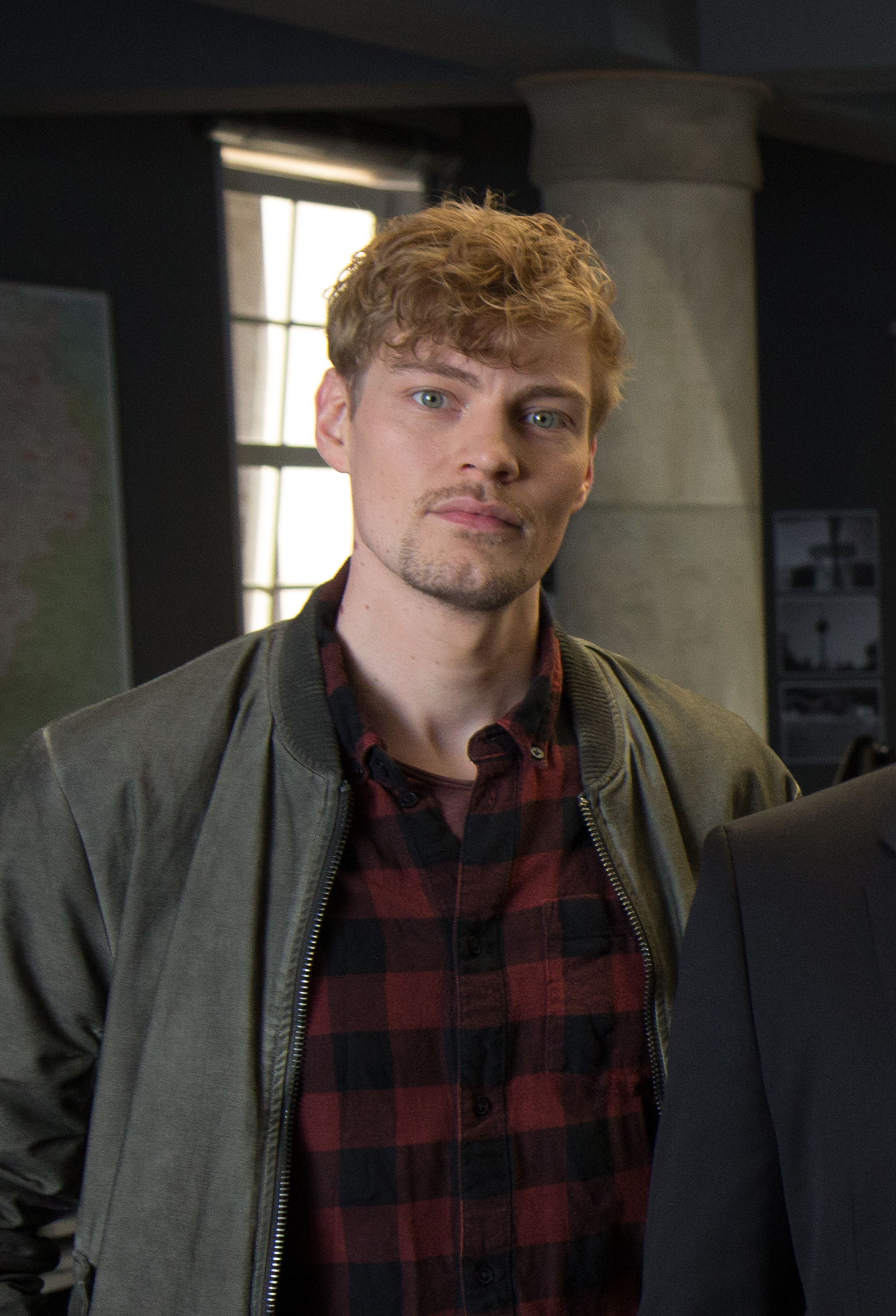
Andreas Helgi Schmid (2017)

Helgi Schmid (auch bekannt als Andreas Helgi Schmid, * 9. Mai 1986 in Darmstadt) ist ein deutscher Schauspieler.

## Leben
Helgi Schmid wuchs in Grünstadt in Rheinland-Pfalz auf. Er ist Sohn einer isländischen Mutter und eines deutschen Vaters.
Sein Bruder ist der Kölner Jazzsaxofonist Stefan Karl Schmid. Schmid absolvierte von 2005 bis 2009 ein Schauspielstudium an der Staatlichen Hochschule für Musik und Darstellende Kunst in Stuttgart und wohnt derzeit in Mannheim.

### Theater
Von 2009 bis 2012 war er festes Ensemblemitglied am Theater in Freiburg. Dort spielte er u. a. Ferdinand in Der Sturm (Regie: Jarg Pataki) und wirkte in der von Nachtkritik zum virtuellen Theatertreffen nominierten Inszenierung der Buddenbrooks mit. Es folgten Arbeiten mit Regisseur Christoph Frick (Lüg mir in mein Gesicht, Der Besuch der alten Dame), Robert Schuster, Tom Ryser, Avishai Milstein und Thomas Krupa (als Raskolnikow in Verbrechen und Strafe). Neben Arbeiten am Schauspiel trat Helgi Schmid musikalisch in verschiedenen Late-Night-Formaten des Theaters auf. Die Eigenproduktion Hell above and Heaven below mit Songs von Tom Waits wurde zum Kaltstart Theaterfestival nach Hamburg eingeladen.
Es folgten Gastengagements u. a. am Nationaltheater Mannheim, Theater Aachen und Landestheater Tübingen.
2014 spielte Schmid die Titelrolle JR (Regie: Marcus Lobbes) an den Wuppertaler Bühnen und gewann mit dem Ensemble den Hauptpreis beim Theatertreffen NRW als beste Inszenierung des Jahres.
Von 2014 bis 2016 war Schmid festes Ensemblemitglied am Düsseldorfer Schauspielhaus. Dort spielte er u. a. Lysander im Sommernachtstraum (Regie: Alex Rigola) und arbeitete erneut mit Regisseur Marcus Lobbes zusammen in Ein bisschen Ruhe vor dem Sturm von Theresia Walser (Oktober 2015). Musikalische Auftritte hatte er zudem als Harry Frommermann in der Inszenierung der Comedian Harmonists von Mathias Schönsee im August 2015, sowie als Trinculo im Sturm von Shakespeare (Regie: Volker Hesse).

### Film
Schmid spielte seine erste Hauptrolle in der Komödie All You Need Is Love – Meine Schwiegertochter ist ein Mann und wirkte mit im Frankfurter Tatort-Krimi Wer das Schweigen bricht (2012). Im TV-Mehrteiler Snipers – Love under the gun (2013) drehte Schmid erstmals auch international, an der Seite von Tatjana Arntgolz (Regie: Zinovi Roisman). 2015 spielte er in Aus der Kurve neben Julia Riedler und Luise Wolfram die Hauptrolle Tom Langen (Regie: Stanisław Mucha). Im selben Jahr wurde der Tatort Schwanensee (Regie: Andre Erkau) ausgestrahlt.
Einem größeren Publikum wurde Helgi Schmid 2017 durch die ZDF-Krimiserie Professor T. (Regie: Thomas Jahn) bekannt. Neben Matthias Matschke und Lucie Heinze spielte er darin Kriminalkommissar Daniel Winter.
Es folgten weitere Arbeiten unter der Regie von Alexander Dierbach, Jan Fehse, Nina Grosse, Erik Haffner, Jakob Lass, Piotr Lewandowski, Fabian Möhrke, Jan Schomburg und Ute Wieland.
2021 gewann der Kinofilm „Borga“ (Regie: York-Fabian Raabe) mit seiner Beteiligung unter anderem den Max-Ophüls-Preis. Auf dem Festival des deutschen Films lief mit großem Erfolg Kerstin Poltes „Immer der Nase nach“, zwei Spielfilme von Eoin Moore mit Schmid in tragenden Rollen waren beim Krimifestival in Wiesbaden eingeladen.
Für Amazon Prime spielte Helgi Schmid unter der Regie von Martin Schreier 2022 eine der Hauptfiguren im ersten deutschen Prime Original „One Night Off“, ein Jahr später feierte die Netflix-Serie „Sleeping Dog“ (Regie: Stephan Lacant und Francis Meletzky) mit Schmid international großen Erfolg.
2024 wurde die 8-teilige Polit-Satire „Wo wir sind, ist oben“ (Regie: Wolfgang Groos und Matthias Koßmehl) ausgestrahlt, in der Helgi Schmid als Lobbyist Max Lentor die Hauptrolle spielt.

### Hörfunk
Neben seiner Tätigkeit am Theater und im Film ist Schmid regelmäßig als Sprecher für Feature- und Hörspielproduktionen tätig. Bei den ARD Hörspieltagen 2012, 2014 und 2017 wirkte er u. a. neben Peter Jordan, Walter Kreye und Ilona Schulz bei den Live-Hörspielen mit (Regie: Hans-Helge Ott). 2017 wurde das Hörspiel Screener von Lucas Derycke, in dem Helgi Schmid die Hauptrolle spricht, mit dem Hörspielpreis der Kriegsblinden ausgezeichnet.
2023 und 2024 ist er in der Hörspielserie „Die Mumins“ des WDR zu hören (Regie: Hannah Georgi) und als Hauptrolle in der Hörspielreihe „Dämonenjäger Ewald Heine“ (Regie: Thomas Leutzbach).

## Filmografie (Auswahl)
- 2009: All You Need Is Love – Meine Schwiegertochter ist ein Mann
- 2010: Schnell ermittelt
- 2011: Tatort: Eine bessere Welt
- 2012: Снайперы: Любовь под прицелом / Love under the gun
- 2013: Tatort: Wer das Schweigen bricht
- 2015: Aus der Kurve
- 2015: Tatort: Schwanensee
- 2015: Ein Mord mit Aussicht (nominiert für den Grimme-Preis)
- 2016: Dimitrios Schulze
- 2017–2020: Professor T. (Fernsehserie)
- 2017: Helen Dorn – Verlorene Mädchen
- 2017: Meuchelbeck
- 2018: Der Wunschzettel
- 2018: Verpiss dich, Schneewittchen!
- 2019: Praxis mit Meerblick – Der einsame Schwimmer
- 2020: Tatort: Tschill Out
- 2020: Pastewka (Fernsehserie)
- 2020: München Mord: Was vom Leben übrig bleibt
- 2020: Polizeiruf 110: Der Tag wird kommen
- 2020: Nicht tot zu kriegen (Fernsehfilm)
- 2021: Die Bestatterin – Die unbekannte Tote
- 2021: Borga
- 2021: Ein Sommer in Antwerpen (Fernsehreihe)
- 2021: Tatort: Wer zögert, ist tot
- 2021: Immer der Nase nach
- 2021: One Night Off
- 2022: How to Dad (Fernsehserie, 5 Folgen)
- 2022: Polizeiruf 110: Hexen brennen (Fernsehreihe)
- 2023: Meine Freundin Volker
- 2023: Schlafende Hunde
- 2024: Wo wir sind, ist oben (Miniserie)

## Hörspiele (Auswahl)
- 2011: Christine Lehmann: Blutoper (ARD Radio-Tatort, SWR)
- 2012: Karl May: Der Schatz im Silbersee (Live-Hörspiel, ARD Hörspieltage)
- 2013: Agnieszka Lessmann: Grüne Grenze (SWR)
- 2013: Dominique Manotti: Die ehrenwerte Gesellschaft (SWR)
- 2014: Robert Louis Stevenson: Die Schatzinsel (Live-Hörspiel, ARD Hörspieltage)
- 2015: Franz Werfel: Die vierzig Tage des Musa Dagh (SWR/NDR)
- 2016: Lucas Derycke: Screener (WDR)
- 2017: Paul Maar: Eine Woche voller Samstage (Live-Hörspiel, ARD Hörspieltage)
- 2018: Volker Kutscher: Der nasse Fisch (erste Staffel von Das Hörspiel zu Babylon Berlin) (Radio Bremen, rbb, WDR)
- 2023: Marc-Uwe Kling: Der Tag, an dem die Oma das Internet kaputt gemacht hat (Live-Hörspiel, ARD Hörspieltage)
- 2024: Tove Jansson: Die Mumins (WDR)[7]
- 2024: Lars Henriks und Moritz Haase: Dämonenjäger Ewald Heine - Grusel-Hörspiel-Serie (WDR)[8]

## Hörfunk-Features / -Dokumentationen
- 2012: Der Zeitreisende von Ansbach – oder Wer war Oswald Levett? – Autor: Thomas Gaevert – SWR2 Tandem, 30 Min.[9]